# 1 євро
1 євро — біметалева розмінна обігова монета країн єврозони. Монети номіналом 1 євро мають однаковий для всіх держав «лицьовий» бік та «національний», що є відмінним для кожної країни, яка карбує монету, та затверджується окремо.
Монета має ходження в усіх країнах єврозони, а також Андоррі, Ватикані, Монако, Сан-Марино, Чорногорії та Косово. Право на випуск монет також належить країнам, що входять до єврозони, а також Андоррі, Сан-Марино, Ватикану та Монако на підставі угод з країнами Європейського Союзу. Чорногорія та Косово не мають права на карбування власної монети євро; статус євро у цих державах є юридично неврегульованим.
Станом на 2013 рік за увесь час випуску монети з 1999 року було введено в обіг 6,413 млрд монет номіналом 1 євро.

## Історія

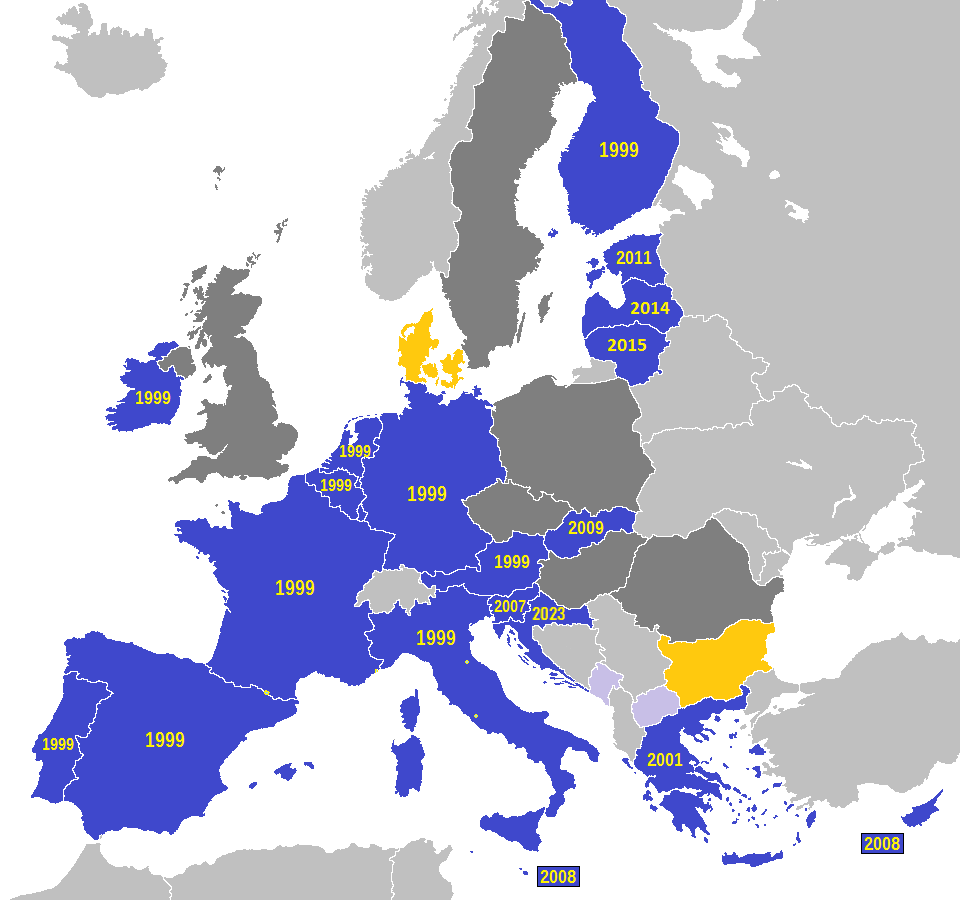
Хронологія введення монет євро в обіг (у тому числі й 1 євро)

Введення в обіг єдиної валюти на теренах Європейського Союзу було однією з умов Маастрихтського договору, підписаного 7 лютого 1992 року 12-ма державами-членами Європейської спільноти. Європейська рада на засіданні у Мадриді, що проходило 15 та 16 грудня 1996 року, затвердила назву нової валюти — «євро», а також встановила 1 січня 1999 року датою переходу країн Євросоюзу на єдину валюту.
У квітні 1996 року на засіданні Ради з економічних і фінансових питань у Вероні було прийняте рішення, що монети євро матимуть єдиний для усіх держав Єврозони реверс та власну «національну» сторону — аверс, який затверджуватиметься кожною державою на власний розсуд. Єдиними умовами щодо оформлення «національних» сторін монет було те, що усі вони мали містити зображення 12-ти п’ятипроменевих зірок — елемент прапора Європейського Союзу, а також певну позначку, котра вказувала б на монетному дворі якої з держав було викарбувано монету.
1996 року в усіх державах Євросоюзу, крім Данії, було організовано конкурс на найкращий дизайн майбутніх монет єдиної європейської валюти. Учасникам конкурсу було запропоновано представити до уваги експертів ескізи монет, що відображували б одну з трьох тем: «Архітектурний та декоративний стиль», «Цілі та ідеали Європейського Союзу» або «Європейські особистості». 13 березня 1997 року група експертів, очолювана Генеральним секретарем Європейської комісії, обрала з 36 запропонованих ескізів серій монет 9. Серію, обрану міністрами фінансів країн Європейського Союзу, головами держав та урядів країн-членів спільноти, також було підтримано 64 % голосів респондентів у ході проведення опитувань громадської думки у квітні-травні 1997 року. Автором ескізів монет серії, що перемогла, став дизайнер Королівського монетного двору Бельгії Люк Льюїкс. 16-17 червня під час проведення засідання Європейської ради в Амстердамі серію Льюїкса було представлено загалу.
З 1 січня 2002 року євро було введено в обіг у готівковій формі у 12 державах-членах Європейського Союзу, а також Ватикані, Монако і Сан-Марино, які не були членами спільноти. 2007 року до єврозони приєдналася Словенія, 2008 — Кіпр та Мальта, 2009 — Словаччина, 2011 — Естонія. Велика Британія і Данія відмовилися замінювати власні національні валюти на євро. Таким чином, з 1 січня 2002 року у грошовому обігу перебувають банкноти євро 7 номіналів та монети євро 8 номіналів, у тому числі й монети номіналом 1 євро.
У зв'язку з розширенням Європейського Союзу 2004 року, 7 червня 2005 року Радою Європейського Союзу було ухвалено рішення щодо внесення змін до оформлення спільної сторони усіх монет євро, окрім монет номіналом 1, 2 та 5 євроцентів. Змін зазнали зображення мап на монетах: схематичні зображення контурів лише країн-членів Євросоюзу було замінено загальною мапою континенту задля позначення не лише поточних членів спільноти, а й можливих майбутніх членів. Монети нового зразка почали карбуватися з 2007 року. Монети номіналом 1 євро оновленого дизайну Австрія, Ватикан, Італія, Португалія та Сан-Марино увели в обіг 2008 року.

## Загальний огляд
Монета номіналом 1 євро має круглу форму. Центральний сектор монети срібного кольору виконаний у трьох металічних шарах: нікелевому по середині, покритого з обох боків мідно-нікелевим сплавом (Cu75Ni25). Зовнішнє срібне коло виготовлено з латуні (Cu75Zn20Ni5). Маса монети становить 7,5 г при діаметрі 23,25 мм та товщині гурту 2,33 мм. Гурт монети рифлений розірваний.

### Реверс
Реверс монет номіналом 1 євро є спільним для усіх держав-членів Єврозони.
На монетах номіналом 1 євро зліва по центру монети зазначений її номінал, справа від номіналу розміщено напис латинськими літерами «EURO». З правого боку розміщено 6 вертикальних ліній, поверх яких накладено зображення контурів країн-членів Європейського Союзу. На кінцях ліній розміщено зображення 12 п’ятипроменевих зірок — символів Європейського Союзу. Справа від мапи, під літерою O слова «EURO», розміщено зображення двох накладених одна на одну літер L, що є ініціалами Люка Льюїкса — автора дизайну монет євро.
Через розширення Європейського союзу, яке відбулося у 2004 році, Радою Євросоюзу було вирішено внести зміни у дизайн монет, зокрема й монет номіналом 2 євро. Змін зазнала та частина реверсу монети, у якій розміщувалось зображення контурів держав-учасниць ЄС, котрі було вирішено замінити зображення повної географічної мапи Європи, що вказувало б на можливість приєднання нових членів у майбутньому. Монети оновленого зразка почали карбуватися з 2007 року.
Реверс монет 1 євро є також спільним для монети номіналом 2 євро.
Порівняння монет зразка 2002 та 2007 років

Реверс монети зразка 2002 року
Реверс монети зразка 2007 року

### Аверс
Аверс монет 1 євро є відмінним для кожної з країн — кожна держава визначає його на власний розсуд. Однак, попри самостійність держав в оформленні «національних» сторін монет номіналом 1 євро їхній дизайн має включати в себе зображення 12 п’ятипроменевих зірок та позначку держави, яка випустила монету.
Зміна дизайну монети для якоїсь з країн неможлива, окрім випадків, коли такі зміни викликані зміною голів держав-монархій. Зображення портретів монархів на монетах може дещо змінюватися аби відповідати реальним змінам у зовнішності голів держав, однак такі зміни мають відбуватися не частіше, ніж 1 раз на 15 років.

## Національні сторони

### Держави єврозони
| Країна     | Аверс  | Дизайнер                                 | Роки випуску                           | Монетний двір | Опис |
| ---------- | ------ | ---------------------------------------- | -------------------------------------- | --- | --- |
| Австрія    |        | Йозеф Кайзер                             | з 2002                                 | Монетний двір Австрії | У центрі монети на внутрішньому диску розміщено портрет австрійського композитора Вольфганга Амадея Моцарта з його факсимільним підписом на плечі. З правого боку від портрету позначено номінал монети написом 1 EURO у два рядки, під яким розташовано зображення австрійського національного прапора, верхня і нижня червоні смуги котрого геральдично позначені вертикальним карбуванням у той час, як центральна біла — гладка. З правого краю від портрету зазначено рік випуску монети. На зовнішньому кільці монети по колу розміщено зображення 12 п’ятипроменевих зірок. |
| Бельгія    |        | Ян Альфонс Койстерманс                   | 1999-2007                              | Королівський монетний двір Бельгії | У центрі монети на внутрішньому диску розміщено профільний портрет короля Бельгії Альберта II. На зовнішньому кільці монети по колу розміщено зображення 12 п’ятипроменевих зірок. З правого боку між двома зірками розміщена королівську монограму у вигляді латинської літери A з римською цифрою II та короною; справа унизу (також між зірками) зазначено рік карбування монети. |
| Бельгія    |        | Ян Альфонс Койстерманс                   | 2008                                   | Королівський монетний двір Бельгії | У центрі монети на внутрішньому диску розміщено профільний портрет короля Бельгії Альберта II, відмінний від того, що на монетах зразка 1999—2007 років. Королівську монограму з зовнішнього кільця винесено у центральний сектор, справа від портрета; під монограмою розміщено двобуквений код держави — BE. Під портретом зазначено рік випуску монети, з правого боку від якого розміщено позначку Королівського монетного двору, з лівого — знак його директора. На зовнішньому кільці монети по колу розміщено зображення 12 п’ятипроменевих зірок. |
| Бельгія    |        | Ян Альфонс Койстерманс                   | з 2009                                 | Королівський монетний двір Бельгії | Оформлення монет номіналом 2 євро зразка 2009 року практично повністю відповідає дизайну аналогічних монет зразка 2008 року. На монетах двох серій відмінним є лише портрет короля Альберта II: на монетах 2009 року використовується те зображення, що й на монетах 1999—2007 років. |
| Греція     |        | Георгес Стаматопулос                     | 2002                                   | Монетний двір Фінляндії | У центрі монети на внутрішньому диску розміщено зображення давньогрецької срібної монети — тетрадрахми з совою; справа у центральному секторі у два рядки зазначено номінал монети написом ‘’1 ΕΥΡΩ’’. На зображенні монети знизу розміщено ініціали автора ескізу монети — літери ΓΣ. На зовнішньому кільці монети по колу розміщено зображення 12 п’ятипроменевих зірок. У нижній зірці розміщено позначку фінського монетного двору — літеру S. Рік випуску монети, розділений нижньою зіркою, також зазначено на зовнішньому кільці. |
| Греція     | з 2002 | Георгес Стаматопулос                     | Монетний двір Банку Греції             | Оформлення монет, випущених грецьким монетним двором, практично ідентичне тим, що карбувалися на фінському монетному дворі. Єдиною відмінністю між монетами двох серій є те, що знак монетного двору з нижньої зірки винесено у верхню частину центрального сектора, над зображенням тетрадрахми.                               | |
| Естонія    |        | Лембіт Лихмус                            | з 2011                                 | Монетний двір Фінляндії | У центрі монети на внутрішньому диску розміщено зображення мапи Естонії. Під зображенням мапи міститься напис EESTI, який вказує на країну, яка випустила монету; над мапою зазначено рік випуску монети. На зовнішньому кільці монети по колу розміщено зображення 12 п’ятипроменевих зірок. |
| Ірландія   |        | Ярлат Гаєс                               | з 2002                                 | Монетний двір Ірландії | У центрі монети на внутрішньому диску розміщено зображення кельтської арфи, що є основним елементом композиції державного герба Ірландії. З лівого боку від арфи розміщено круговий напис назви держави ірландською мовою — ÉIRE, з правого зазначено рік випуску монети (також круговим написом). На зовнішньому кільці монети по колу розміщено зображення 12 п’ятипроменевих зірок. |
| Іспанія    |        | Луїс Хосе Діаз                           | 3 1999                                 | Королівський монетний двір Іспанії | У центрі монети на внутрішньому диску розміщено портрет короля Іспанії Хуана Карлоса I. Справа від портрету на секторі, що виступає, розміщено круговий напис назви держави іспанською мовою — ESPAÑA. Під написом знаходиться позначка іспанського монетного двору у вигляді літери M з короною. На зовнішньому кільці монети по колу розміщено зображення 12 п’ятипроменевих зірок, 4 з яких (відповідають 1, 2, 3 та 4 годинам на циферблаті) заглиблені, оскільки знаходяться на секторі, що виступає. Рік випуску монети, розділений нижньою зіркою, також зазначено на зовнішньому кільці. |
| Італія     |        | Лаура Кретара                            | з 2002                                 | Монетний двір Італії | У центрі монети на внутрішньому диску розміщено малюнок «Вітрувіанська людина» роботи Леонардо да Вінчі; деякі елементи зображення виходять за межі центрального сектора на зовнішнє кільце. З лівого від портрету боку розміщено знак італійського монетного двору у вигляді літери R, з правого зазначено рік карбування монети, над малюнком Леонардо знаходиться абревіатуру держави у вигляді переплетених літер R та I. У нижній частині центрального сектора розміщено: зліва — знак італійського монетного двору у вигляді літери R, справа — ініціали автора ескізу монети, напис M.C.C. На зовнішньому кільці монети по колу розміщено зображення 12 п’ятипроменевих зірок. Між зірками, які відповідають 7 та 8 годинам на циферблаті, знаходиться позначка автора ескізу монети — літери LC. |
| Кіпр       |        | Татьяна Сотеропулу, Ерік Маел            | з 2008                                 | Монетний двір Фінляндії | У центрі монети на внутрішньому диску розміщено зображення Помоського ідола. З обох боків від зображення скульптури вгорі розміщено кругові написи: зліва грецькою (ΚΥΠΡΟΣ) та справа турецькою (KIBRIS) мовами, що позначають назву держави. Справа знизу біля ідола зазначено також рік випуску монети. На зовнішньому кільці монети по колу розміщено зображення 12 п’ятипроменевих зірок. |
| Люксембург |        | Іветт Гастое-Клер                        | 2002-2004, з 2009                      | Королівський монетний двір Нідерландів | У центрі монети на правій (більшій) частині внутрішнього диску розміщено профільний портрет великого герцога Люксембургу Анрі. Ліва (менша) частина центрального сектора гладка, на ній у два рядки розміщено рік випуску монети та назву держави німецькою мовою — LËTZEBUERG. Справа та зліва від року карбування монети розміщено відповідно позначку нідерландського монетного двору та знак його директора. На зовнішньому кільці монети по колу розміщено зображення 12 п’ятипроменевих зірок. Зірки, що відповідають 7 і 11 годинам на циферблаті, заглиблені. Між зірками, які відповідають 6 та 7 годинам, знаходиться знак автора ескізу монети. |
| Люксембург |        | Іветт Гастое-Клер                        | 2005-2006                              | Монетний двір Фінляндії | Оформлення монет номіналом 2 євро зразка 2005—2006 років практично повністю відповідає дизайну аналогічних монет зразка 2002—2004 років. На монетах 2005 і 2006 років випуску позначка нідерландського монетного двору та знак його директора замінені знаками монетного двору Фінляндії у вигляді рогу достатку та літери S. |
| Люксембург |        | Іветт Гастое-Клер                        | 2007-2008                              | Паризький монетний двір Франції | Оформлення монет номіналом 2 євро зразка 2007—2008 років практично повністю відповідає дизайну аналогічних монет зразка 2002—2004 років. На монетах 2007 і 2008 років випуску позначка нідерландського монетного двору та знак його директора замінені знаками монетного двору Франції у вигляді рогу достатку та валторни. Крім того, у зірці, що відповідає 5 годині на циферблаті, розміщено літеру F, яка є позначкою французького монетного двору. |
| Мальта     |        | Ноел Галеа Басон                         | з 2008                                 | Паризький монетний двір Франції | У центрі монети на внутрішньому диску, вкритому вертикальним рифленням, розміщено зображення мальтійського хреста. Вгорі між кінцями хреста розміщено латинські літери, що утворюють назву держави — MALTA. Під хрестом по центру зазначено рік карбування монети. На зовнішньому кільці монети по колу розміщено зображення 12 п’ятипроменевих зірок. У нижній зірці розміщено літеру F — позначку монетного двору Франції. |
| Нідерланди |        | Бруно Нінабер ван Ейбен                  | з 1999                                 | Королівський монетний двір Нідерландів | Через усю монету по вертикалі проходять 3 лінії при чому ліва лінія ділить монету навпіл. У центрі монети на внутрішньому диску зліва розміщено стилізований профільний портрет королеви Нідерландів Беатрікс, усічений крайньою лінією. Уздовж трьох ліній у 3 рядки розміщено вертикальний напис BEATRIX KONINGIN DER NEDERLANDEN; під ім'ям королеви зазначено рік випуску монети. На зовнішньому кільці у лівій частині розміщено зображення 12 п’ятипроменевих зірок, права частина гладка. Унизу між вертикальними лініями знаходяться позначки нідерландського монетного двору та його директора. |
| Німеччина  |        | Хайнц Гоєр, Снешана Руссева-Гоєр         | з 2002                                 | Монетні двори Німеччини | У центрі монети на внутрішньому диску розміщено стилізоване зображення федерального орла, що є основним елементом композиції державного герба Німеччини. Під правою ногою орла розміщено позначку монетного двору, що випустив монету, унизу по центру — рік карбування. На зовнішньому кільці, вкритому горизонтальним рифленням, монети по колу розміщено зображення 12 п’ятипроменевих зірок. |
| Португалія |        | Віктор Мануель Фернандес дос Сантос      | з 2002                                 | Монетний двір Португалії | У центрі монети на внутрішньому диску розміщено зображення печатки португальського короля Афонсо I, оточеного стилізованими зображеннями семи замків (зверху) та п'яти щитів знизу — елементів державного герба Португалії. Замки чергуються з літерами, які утворюють назву держави, що випустила монету — PORTUGAL; щити — з цифрами, які вказують на рік карбування монети. Над першим щитом справа розміщено знак португальського монетного двору — абревіатуру INCM, над першим зліва — ініціали автора ескізу монети, літери VS. На зовнішньому кільці монети по колу розміщено зображення 12 заглиблених п’ятипроменевих зірок. |
| Словаччина |        | Іван Регак                               | з 2009                                 | Монетний двір Словаччини | У центрі монети на внутрішньому диску з рельєфною поверхнею розміщено елемент державного герба Словаччини — подвійний хрест, що встановлений на трьох гірках; контури гірок частково виходять за межі центрального сектора на зовнішнє кільце. З лівого від хреста боку розміщено знак словацького монетного двору, з лівого — ініціали автора ескізу монети, літери IŘ. Зліва унизу зазначено також рік випуску монети, справа знаходиться круговий напис назви держави словацькою мовою — SLOVENSKO. На зовнішньому кільці монети по колу розміщено зображення 12 п’ятипроменевих зірок. |
| Словенія   |        | Мілєнко Ліколь, Майя Лікуль, Янес Болька | 2007, з 2009                           | Монетний двір Фінляндії | У центрі монети на внутрішньому диску розміщено портрет словенського діяча Реформації та типографа Приможа Трубара. Портрет оточений круговими написами: знизу ім'ям діяча — написом PRIMOŽ TRUBAR, зверху написом словенською мовою STATI INU OBSTATI (укр. Стояти і протистояти). На зовнішньому кільці монети по колу розміщено зображення 12 п’ятипроменевих зірок, що чергуються з літерами, які утворюють назву держави, яка випустила монету, — SLOVENIJA. Між зірками, які відповідають 7 і 8 годинам на циферблаті, у два рядки розміщено рік випуску монети. Справа від нижньої зірки боку знаходиться позначка фінського монетного двору — абревіатура Fi. |
| Словенія   | 2008   | Мілєнко Ліколь, Майя Лікуль, Янес Болька | Королівський монетний двір Нідерландів | Оформлення монет номіналом 2 євро зразка 2008 року практично повністю відповідає дизайну аналогічних монет серії 2007 року. Єдиною відмінністю є те, що позначку фінського монетного двору (абревіатуру Fi) замінено знаком нідерландського монетного двору та позначкою його директора, які розміщуються обабіч нижньої зірки. | |
| Фінляндія  |        | Пертті Мякінен                           | 1999-2006                              | Монетний двір Фінляндії | У центрі монети на внутрішньому диску розміщено зображення двох лебедів (Cygnus cygnus), що летять на фоні озер, лісів та гір. У нижній частині внутрішнього диску зліва зазначено рік карбування монети; у лівій частині розміщено знак директора монетного двору. На зовнішньому кільці монети по колу розміщено зображення 12 п’ятипроменевих зірок. |
| Фінляндія  |        | Пертті Мякінен                           | з 2007                                 | Монетний двір Фінляндії | Оформлення монет номіналом 2 євро зразка 2007 року практично повністю відповідає дизайну аналогічних монет зразка 1999—2006 років. На монетах серії 2007 року відсутня позначка директора монетного двору, натомість з правого боку на внутрішньому диску додано двобуквений код держави — FI; між зірками на зовнішньому кільці, котрі відповідають 8 та 9 годинам, розміщено позначку монетного двору у вигляді рогу достатку. |
| Франція    |        | Жоакін Жіменез                           | з 1999                                 | Паризький монетний двір Франції | У центрі монети на внутрішньому диску розміщено стилізоване зображення дерева життя, що вписане у шестикутник, що вказує на розмовну назву держави — фр. l'hexagone. Обабіч стовбура дерева розміщені літери R (зліва) та F (справа), які вказують на назву держави, яка випустила монету. Під правою нижньою гранню шестикутника розміщені ініціали автора ескізу монети — напис J.JIMENEZ. Шестикутник згори за з лівого і правого боків оточений девізом Франції — круговим написом LIBERTÉ ÉGALITÉ FRATERNITÉ (укр. Свобода, рівність, братерство). На зовнішньому кільці монети поверх ліній, що перетинаються, по колу розміщено зображення 12 п’ятипроменевих зірок. З лівого від верхньої зірки боку знаходиться знак французького монетного двору у вигляді рогу достатку, з правого — позначка директора монетного двору. Знизу на зовнішньому колі зазначено рік карбування монети, розділений нижньою зіркою. |

### Інші держави
Хоча Ватикан, Монако та Сан-Марино не є членами єврозони, однак ці держави мають право карбувати власну євромонету. Таке право надане їм на підставі їхніх угод з державами єврозони, а саме: Ватикану і Сан-Марино з Італією та Монако з Францією.
| Країна     | Аверс | Дизайнер                                    | Роки випуску | Монетний двір                   | Опис |
| ---------- | ----- | ------------------------------------------- | ------------ | ------------------------------- | --- |
| Ватикан    |       | Уліана Пернацца, Гідо Вероні                | 2002-2005    | Монетний двір Італії            | У центрі монети на внутрішньому диску розміщено профільний портрет 264-го Папи Римського Івана Павла II. З лівого від портрету боку розміщено по внутрішньому колу розміщені знаки автора ескізу та гравера монети — абревіатури GV та UP INC. відповідно. На зовнішньому кільці монети по колу вгорі розміщено зображення 12 п’ятипроменевих зірок, знизу розташований круговий напис назви держави італійською мовою — CITTA' DEL VATICANO. Справа від назви держави зазначено рік карбування монети, над яким розміщено знак італійського монетного двору — літеру R. |
| Ватикан    |       | Етторе Лоренцо Фрапіччіні, Даніела Лонго    | 2005         | Монетний двір Італії            | У центрі монети на внутрішньому диску розміщено зображення герба Папського престолу у вигляді перехрещених папської церемоніальної парасолі, папського хреста та ключів святого Петра. На зображення герба накладені зображення кардинальського ґалеро та особистого герба кардинала Едуардо Мартінеса Сомало, який виконував обов'язки кардинала-камерленго після смерті Івана Павла II. З боків та зверху центральна композиція оточена написом латиною — • SEDE • VACANTE • MMV •. Унизу справа від зображення герба розміщено знак італійського монетного двору — літеру R, справа у низу — ініціали автора ескізу (D.LONGO) та гравера ( M.C.C. INC.) монети. На зовнішньому кільці монети по колу вгорі розміщено зображення 12 п’ятипроменевих зірок, знизу розташований круговий напис назви держави італійською мовою — CITTA' DEL VATICANO. |
| Ватикан    |       | Етторе Лоренцо Фрапіччіні, Даніела Лонго    | з 2006       | Монетний двір Італії            | У центрі монети на внутрішньому диску розміщено портрет 265-го Папи Римського Бенедикта XVI. З правого боку від портрета у два рядки розміщено позначку італійського монетного двору у вигляді літери R та рік випуску монети. Також справа над плечем понтифіка знаходиться знак гравера монети — абревіатура M.C.C. INC.; ініціали автора ескізу монети — D.L. — розміщені над правим плечем Папи. З лівого і правого боків портрет оточений круговим написом, що вказує на назву держави, яка випустила монету, — CITTA' DEL VATICANO. На зовнішньому кільці монети по колу розміщено зображення 12 п’ятипроменевих зірок. |
| Монако     |       | Ніколя Козон, Анрі Т'єбо                    | 2001-2005    | Паризький монетний двір Франції | У центрі монети на внутрішньому диску розміщено профільні портрети князя Монако Реньє III та його спадкоємця Альберта II. На зовнішньому кільці монети з лівого і правого боків розміщено по 6 п’ятипроменевих зірок. Вгорі на зовнішньому кільці розміщено напис, який вказує на державу, котра випустила монету, — MONACO; унизу зазначено рік карбування монети, зліва від якого розміщено знак французького монетного двору у вигляді рогу достатку, справа — знак директора монетного двору. |
| Монако     |       | Ніколя Козон, Анрі Т'єбо                    | з 2006       | Паризький монетний двір Франції | У центрі монети на внутрішньому диску розміщено профільний портрет князя Монако Альбера II. Над портретом розміщено круговий напис, який вказує на країну, що випустила монету — MONACO; унизу зазначено рік карбування монети, зліва від якого розміщено знак французького монетного двору у вигляді рогу достатку, справа — знак директора монетного двору. На зовнішньому кільці монети по колу розміщено зображення 12 п’ятипроменевих зірок. |
| Сан-Марино |       | Етторе Лоренцо Фрапіччіні, Франтісек Кокола | з 2002       | Монетний двір Італії            | У центрі монети на внутрішньому диску розміщено зображення державного герба республіки Сан-Марино. Знизу, під зображенням герба, розміщено круговий напис SAN MARINO, над зображенням герба зліва зазначено рік випуску монети, справа розміщено позначку італійського монетного двору у вигляді літери R. Справа знизу також знаходиться ініціали автора ескізу монети — Ch. На зовнішньому кільці монети по колу розміщено зображення 12 п’ятипроменевих зірок. З правого від нижньої зірки боку містяться ініціали гравера монети — абревіатура ELF INC. |

### Запланований дизайн
Наразі заплановано приєднання до єврозони наступних країн:
- з 1 січня 2014 року Андорри і Латвії;
- з 1 січня 2015 року Литви.

| Країна  | Аверс | Дизайнер                             | Заплановано | Опис |
| ------- | ----- | ------------------------------------ | ----------- | --- |
| Андорра |       | Рубен да Сілва                       | з 2014      | У центрі монети на внутрішньому диску розміщено зображення [будівлі парламенту Андорри. Під зображенням будівлі у два рядки розміщено напис ANDORRA та рік випуску монети. На зовнішньому кільці монети по колу розміщено зображення 12 п’ятипроменевих зірок. |
| Латвія  |       | Гунтарс Сіетіньш, Лігіта Францкевіча | з 2014      | У центрі монети на внутрішньому диску розміщено профільний портрет жінки у латвійському національному костюмі. З лівого і правого від портрету боків розміщено два кругові написи LATVIJAS REPUBLIKA — назва держави латвійською мовою. Зліва також круговим написом зазначено рік випуску монети. На зовнішньому кільці монети по колу розміщено зображення 12 п’ятипроменевих зірок.                      |
| Литва   |       | Антанас Зукаускас                    | з 2015      | У центрі монети на внутрішньому диску розміщено зображення литовського лицаря верхи, подібного до того, що зображений не державному гербі Литви. Над зображенням вершника справа зазначено рік карбування монети, під вершником розміщено назву держави литовською мовою — LIETUVA. На зовнішньому кільці, вкритому горизонтальним рифленням, монети по колу розміщено зображення 12 п’ятипроменевих зірок. |